# Ciornomorske, Odesa
Ciornomorske (în ucraineană Чорноморське) este o așezare de tip urban din raionul Odesa, regiunea Odesa, Ucraina. În afara localității principale, nu cuprinde și alte sate.

## Demografie
Componența lingvistică a așezării de tip urban Ciornomorske
     Rusă (56,04%)
     Ucraineană (42,96%)
     Alte limbi (0,7%)
Conform recensământului din 2001, majoritatea populației așezării de tip urban Ciornomorske era vorbitoare de rusă (56,04%), existând în minoritate și vorbitori de ucraineană (42,96%).